# '74 Jailbreak (плоча)
„'74 Jailbreak“ e хардрок/блус EP от австралийската група Ей Си/Ди Си (AC/DC), съставен от парчета издавани само в Австралия. Издаден е през 1984 в САЩ, Канада и Япония. Песента „Jailbreak“ е издадена също и като сингъл. EP-то е преиздадено през 2003 като част от сериите AC/DC Remasters.
Първото парче е от издадения само в Австралия Dirty Deeds Done Dirt Cheap (1976), докато останалата част е от австралийската версия на High Voltage, записан през 1974 и издаден следващата година.

## Списък на песните
1. „Jailbreak“ – 4:40
2. „You Ain't Got a Hold on Me“ – 3:30
3. „Show Business“ – 4:43
4. „Soul Stripper“ – 6:23
5. „Baby, Please Don't Go“ – 4:50

- Песни от 1 до 3 са написани от А. Йънг, М. Йънг и Бон Скот
- Песен 4 е написана от А. Йънг, М. Йънг
- Песен 5 е написана от Големия Джо Уилямс
- Продуценти – Джордж Йънг и Хари Ванда

## Състав
- Бон Скот – вокали
- Ангъс Йънг – соло китара
- Малколм Йънг – ритъм китара, беквокали
- Джордж Йънг/Марк Евънс – бас китара
- Питър Кларк/Тони Куренти/Фил Ръд – барабани